# Synoikia
Synoikia, synoikizm (od greckich słów syn – wspólny, oikos – dom) – współdomownictwo, zależność protekcjonistyczna pomiędzy różnymi gatunkami organizmów, spośród których jeden z nich osiedla się w gniazdach lub innych konstrukcjach drugiego.
Współżycie organizmów różnogatunkowych, polegające na wykorzystywaniu przez jednego z partnerów miejsca zamieszkania u drugiego (części ciała, gniazda, nory itp.). Ten rodzaj współżycia może przekształcać się w komensalizm.
W obrębie synoikizmu wyróżnia się epioikę (osiedlanie się na powierzchni ciała) oraz endoikię (zamieszkiwanie wewnątrz jam ciała).